# João Garcia
Pas d'image ? Cliquez ici
14 sommets de plus de 8 000 mètres d'altitude
João Garcia, né le 11 juin 1967 à Lisbonne, est un alpiniste Portugais. En 2009, il devient la dix-neuvième personne à avoir escaladé les 14 sommets de plus de 8 000 m d'altitude.

## Ascension des sommets de plus de8 000 mètres
- Dhaulagiri (8 167 m), 1994
- Everest (8 849 m), 1999
- Gasherbrum II (8 035 m), 2001
- Cho Oyu (8 201 m), 2003
- Gasherbrum I (8 080 m), 2004
- Lhotse (8 516 m), 2005
- Kanchenjunga (8 586 m), 2006
- Shishapangma (8 027 m), 2006
- K2 (8 611 m), 2007
- Makalu (8 483 m), 2008
- Broad Peak (8 051 m), 2008
- Manaslu (8 163 m), 2009
- Nanga Parbat (8 125 m), 2009
- Annapurna (8 091 m), 2010